# Benjamin Parke

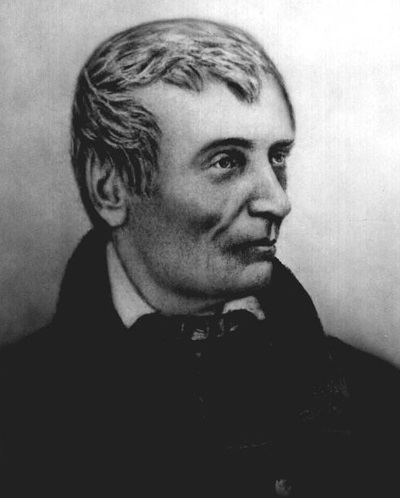
Benjamin Parke

Benjamin Parke (* 22. September 1777 in New Jersey; † 12. Juli 1835 in Salem, Indiana) war ein US-amerikanischer Jurist und Politiker. Zwischen 1805 und 1808 vertrat er das Indiana-Territorium als Delegierter im US-Repräsentantenhaus.

## Werdegang
Nach einer eher durchschnittlichen Schulausbildung zog Benjamin Parke im Jahr 1797 nach Lexington in Kentucky. Er begann nach einem anschließenden Jurastudium und seiner Zulassung als Rechtsanwalt, ab 1799 in Vincennes im späteren Indiana-Territorium in seinem neuen Beruf zu arbeiten. Nach der offiziellen Gründung des Territoriums nahm er aktiv am dortigen politischen Geschehen teil. Zwischen 1804 und 1808 war er Attorney General des Territoriums. Im Jahr 1805 saß er auch als Abgeordneter im territorialen Repräsentantenhaus.
Im Jahr 1805 wurde Parke zum ersten Kongressdelegierten seiner Heimat gewählt. Zwischen dem 12. Dezember 1805 und dem 1. März 1808 übte er dieses Mandat aus, das sich mit seiner Tätigkeit als Attorney General überschnitt. Parke setzte sich erfolglos für die Einführung der Sklaverei in seiner Heimat ein. Zwischenzeitlich gehörte er dem Stab von Gouverneur William Henry Harrison an und nahm als Major am Britisch-Amerikanischen Krieg von 1812 sowie einem Indianerkrieg teil. Zwischen 1808 und 1817 war Parke Territorial-Richter. Danach fungierte er bis 1835 als Richter am Bundesbezirksgericht für den Staat Indiana.
Im Jahr 1816 war Parke Delegierter auf der verfassungsgebenden Versammlung von Indiana. Außerdem wurde er der erste Präsident der Indiana Historical Society. Er starb am 12. Juli 1835 in Salem; das Parke County wurde nach ihm benannt.